# Liste der Stolpersteine im Kölner Stadtteil Bayenthal
Die Liste der Stolpersteine im Kölner Stadtteil Bayenthal führt die vom Künstler Gunter Demnig verlegten Stolpersteine im Kölner Stadtteil Bayenthal auf.
Die Liste der Stolpersteine beruht auf den Daten und Recherchen des NS-Dokumentationszentrums der Stadt Köln, zum Teil ergänzt um Informationen und Anmerkungen aus Wikipedia-Artikeln und externen Quellen. Ziel des Kunstprojektes ist es, biografische Details zu den Personen, die ihren (letzten) freiwillig gewählten Wohnsitz in Köln hatten, zu dokumentieren, um damit ihr Andenken zu bewahren.
Anmerkung: Vielfach ist es jedoch nicht mehr möglich, eine lückenlose Darstellung ihres Lebens und ihres Leidensweges nachzuvollziehen. Insbesondere die Umstände ihres Todes können vielfach nicht mehr recherchiert werden. Offizielle Todesfallanzeigen aus den Ghettos, Haft-, Krankenanstalten sowie den Konzentrationslagern können oft Angaben enthalten, die die wahren Umstände des Todes verschleiern, werden aber unter der Beachtung dieses Umstandes mitdokumentiert.
| Bild | Name sowie Details zur Inschrift | Adresse                                                           | Zusätzliche Informationen |
| --- | --- | ----------------------------------------------------------------- | --- |
| Stolperstein für Emil Abraham (Mathiaskirchplatz 23e) | Hier wohnte Emil Abraham (Jahrgang 1899) Flucht 1938 England USA                                                                              | Mathiaskirchplatz 23e (Standort)                                  | Der am 21. Oktober 2015 verlegte Stolperstein erinnert an Emil Abraham, geboren 1899. Emil Abraham konnte 1938 über England in die USA emigrieren. |
| Stolperstein für Franziska Abraham (Mathiaskirchplatz 23e) | Hier wohnte Franziska Abraham, geb. Dreyfuss (Jahrgang 1901) Flucht 1938 England USA                                                          | Mathiaskirchplatz 23e (Standort)                                  | Der am 21. Oktober 2015 verlegte Stolperstein erinnert an Franziska Abraham (geb. Dreyfuss), geboren 1901. Franziska Abraham konnte 1938 über England in die USA emigrieren. |
| Stolperstein für Flora Ast (Goltsteinstraße 144) | Hier wohnte Flora Ast, geb. Fleischer (Jahrgang 1887) Deportiert 1942 Theresienstadt Auschwitz 1944 Ermordet                                  | Goltsteinstr. 144 (Standort)                                      | Der Stolperstein erinnert an Flora Ast, geboren am 27. September 1887 in Proßnitz in Mähren. Flora Ast wurde am 15. Juni 1942 mit dem ersten Kölner Transport III/1 ins Ghetto Theresienstadt deportiert. Zusammen mit ihrem Mann Uri (Wilhelm) Ast wurde sie am 15. Mai 1944 mit dem Transport Dz (Nr. 755) ins Vernichtungslager Auschwitz deportiert und dort ermordet. |
| Stolperstein für Wilhelm Ast (Goltsteinstraße 144) | Hier wohnte Wilhelm Ast (Jahrgang 1873) Deportiert 1942 Theresienstadt Auschwitz 1944 Ermordet                                                | Goltsteinstr. 144 (Standort)                                      | Der Stolperstein erinnert an Wilhelm Ast, geboren am 10. Januar 1873 in Gorzów Śląski (Uschütz). Der Ingenieur Wilhelm (auch: Uri) Ast wurde am 15. Juni 1942 mit dem ersten Kölner Transport III/1 ins Ghetto Theresienstadt deportiert. Zusammen mit seiner Frau Flora Ast wurde er am 15. Mai 1944 mit dem Transport Dz (Nr. 754) ins Vernichtungslager Auschwitz deportiert und dort ermordet. |
| Stolperstein für Rudolf Wilhelm Daniel (Bayenthalgürtel 30) | Hier wohnte Rudolf Wilhelm Daniel (Jahrgang 1914) Deportiert Bergen-Belsen Tot am 4. Juni 1945 nach KZ-Haft                                   | Bayenthalgürtel 30 (Standort)                                     | Der Stolperstein erinnert an Rudolf Wilhelm Daniel Goldberg, geboren am 23. September 1914 in Köln. Das Haus Bayenthalgürtel 30 gehörte seinem Vater, dem Kaufmann Sally gen. Fritz Goldberg, dem ehemaligen Inhaber der Modewarengroßhandlung Sally Goldberg & Adolf Klippstein, Schildergasse 66–68. 1940 flüchtete Rudolf Wilhelm Daniel Goldberg nach Holland. Er wohnte zusammen mit Salomon Herschel in der Mgr. Prinssenstraat 13 in Den Bosch. Nach Besetzung der Niederlande wurde er am 16. Februar 1944 ins KZ Bergen-Belsen deportiert. Am 11. April 1945 wurde er von dort mit dem sogenannten Verlorenen Zug in Richtung Konzentrationslager Theresienstadt deportiert. Auf einer Irrfahrt durch Deutschland wurde der Zug am 23. April 1945 in Tröbitz von der Roten Armee aufgefunden und die Insassen befreit. Über 200 Häftlinge starben bereits während des Transports, 230 weitere Personen nach der Befreiung an Entkräftung und infolge einer Epidemie. Zu diesen Personen zählte auch Rudolf Wilhelm Daniel Goldberg, der in Tröbitz nach Kriegsende am 4. Juni 1945 verstarb. |
| Stolperstein für Bernhard Selmar Falk (Novalisstraße 2) | Hier wohnte Bernhard Selmar Falk (Jahrgang 1867) Berufsverbot 1938 Flucht 1939 Belgien Versteckt gelebt Befreit                               | Novalisstr. 2 (Standort)                                          | Der am 5. Oktober 2020 verlegte Stolperstein erinnert an Bernhard Selmar Falk, geboren am 26. März 1867 in Bergheim. Nach dem Schulabschluss begann Bernhard Falk ein Studium der Rechtswissenschaften in Bonn und in München. Seit 1893 wurde er am Amts- und Landgericht Elberfeld als Rechtsanwalt zugelassen. Ein Jahr später heiratete er in Barmen die Unternehmertochter Else Wahl. 1898 wechselte er an das Oberlandesgericht Köln. Neben seiner anwaltlichen Tätigkeit betätigte sich Bernhard Falk politisch: Von 1908 bis 1930 war er Stadtverordneter in Köln, wo er seit 1916 Vorsitzender der linksliberalen Fraktion war. Seit 1919 gehörte er der Weimarer Nationalversammlung an. Von 1924 bis 1932 war er Abgeordneter des Preußischen Landtages, wo er Vorsitzender der Fraktion der Deutschen Demokratischen Partei war. Nach der „Machtergreifung“ der Nationalsozialisten wurde Bernhard Falk zunächst aus dem Justizdienst entlassen und erst nach mehreren Eingaben als ehemaliger Frontkämpfer und Vater eines im Weltkrieg gefallenen Sohnes wieder eingestellt. Während der Novemberpogrome wurde seine Wohnung von der SA verwüstet. Am 30. November 1938 wurde ihm seine Zulassung als Anwalt endgültig entzogen. Danach sah sich Bernhard Falk gezwungen, das Deutsche Reich zu verlassen. Im April 1939 emigrierte er mit seiner Frau nach Brüssel. Dort fanden sie Zuflucht bei einem befreundeten Kölner Richter. Eine Auswanderung in die Schweiz scheiterte. Bernhard Falk starb in Brüssel am 23. Dezember 1944. Der Stolperstein für Bernhard Falk, seine Ehefrau und seinen Sohn wurde gestiftet von der Sektion Rheinland-Köln des Deutschen Alpenvereins. |
| Stolperstein für Elise Falk (Novalisstraße 2) | Hier wohnte Elise Falk, geb. Wahl (Jahrgang 1872) Flucht 1939 Belgien Versteckt gelebt Befreit                                                | Novalisstr. 2 (Standort)                                          | Der am 5. Oktober 2020 verlegte Stolperstein erinnert an Elise Falk (geb. Wahl), geboren am 25. April 1872 in Barmen. El(i)se Wahl wurde viertes von sieben Kindern des jüdischen Kommerzienrat Hermann Wahl und seiner Frau Henny in Barmen geboren. 1894 heiratete sie den aus Bergheim stammenden Juristen Bernhard Falk. Das Ehepaar hatte vier Söhne. Der älteste Sohn Alfred (geb. 1895) fiel während des Ersten Weltkrieges im Januar 1917 an der Front. Bereits vor dem Ersten Weltkrieg setzte sich Else Falk für das Wahlrecht der Frauen ein. Im Jahr 1914 wurde sie als Schatzmeisterin der Nationalen Frauengemeinschaft gewählt. Im Ersten Weltkrieg initiierte sie zahlreiche soziale Projekte. 1918 richtete sie die erste öffentliche Kölner Kriegsblindenbibliothek ein. Im gleichen Jahr trat sie in die neu gegründete, linksliberale Deutsche Demokratische Partei ein. Im Jahr 1919 wurde sie als Vorsitzende des Stadtverbandes Kölner Frauenvereine gewählt. Sie gehörte 1927 zu den Gründungsmitgliedern der Kölner Ortsgruppe der Künstlerinnenvereinigung GEDOK. Bereits zwei Wochen nach der Reichstagswahl im März 1933 wurde die Jüdin Else Falk gezwungen, den Vorsitz des Stadtverbandes Kölner Frauenvereine aufzugeben. In der Folgezeit leitete sie von 1934 bis 1938 die Jüdische Kunstgemeinschaft in Köln. Nachdem während der Novemberpogrome 1938 ihre Wohnung verwüstet wurde, sah sich die Familie Falk gezwungen, das Deutsche Reich zu verlassen. Im März 1939 emigrierten Else, Ernst und Bernhard Falk nach Brüssel, wo sie mit Hilfe von Freunden untertauchten. Nach dem Tod ihres Mannes zog sie zu ihrem Sohn nach Brasilien. Am 8. Januar 1956 starb sie im Alter von 83 Jahren in São Paulo. Der Stolperstein für Else Falk, ihren Mann und ihren Sohn wurde gestiftet von der Sektion Rheinland-Köln des Deutschen Alpenvereins. |
| Stolperstein für Elise Falk (Novalisstraße 2) | Hier wohnte Dr. Ernst Falk (Jahrgang 1901) Berufsverbot 1933 Flucht 1939 Belgien 1940 Frankreich Interniert St. Cyprien Flucht 1940 Brasilien | Novalisstr. 2 (Standort)                                          | Der am 5. Oktober 2020 verlegte Stolperstein erinnert an Dr. Ernst Falk, geboren am 26. August 1901 in Köln. Ernst Hermann Falk war der dritte von vier Söhnen des Juristen Bernhard Falk und seiner Frau Elise. Wie seine anderen Brüder begann Ernst Falk nach Abschluss seiner Schulausbildung das Studium der Rechtswissenschaften. Seit 1926 war er als Sozius in der Kanzlei seines Vaters tätig. Er war als Rechtsanwalt am Oberlandesgericht Köln zugelassen. 1929 heiratete er in Köln Selma Wolffsohn. Nach der „Machtergreifung der Nationalsozialisten“ gehörte er zu den ersten jüdischen Rechtsanwälten, deren Zulassung bei Gericht entzogen wurde. Im Juli 1938 emigrierte er mit seiner Frau Selma nach Brüssel. Nach dem Einmarsch der Wehrmacht in Belgien wurde Ernst Falk im Mai 1940 verhaftet und nach Frankreich in das Internierungslager Saint-Cyprien deportiert. Nach seiner Freilassung am 12. Juli 1940 emigrierten Ernst und Selma Falk über Portugal nach Brasilien. Hier starb Ernst Falk 1978. Der Stolperstein für Ernst Falk, seine Mutter und seinen Vater wurde gestiftet von der Sektion Rheinland-Köln des Deutschen Alpenvereins. |
| Stolperstein für Ellen Herz (Alteburger Straße 334) | Hier wohnte Ellen Herz, geb. Leipziger (Jahrgang 1903) Deportiert 1942 Minsk Für tot erklärt                                                  | Alteburger Str. 334 (Standort)                                    | Der Stolperstein erinnert an Ellen Herz (geb. Leipziger), geboren am 20. Mai 1903 in Köln. Ellen Herz entstammt der Fabrikantenfamilie der Firma Leipziger & Co Feldbahn-Lokomotiven. Die Familie Herz bewohnte eine Wohnung in der Alteburger Straße 334, dies war der letzte frei gewählte Wohnort der Familie. 1941/42 musste die Familie in das „Judenhaus“ St.-Apern-Straße 29–31 umziehen. Von dort aus wurde die Familie Herz am 20. Juli 1942 mit dem Deportationszug DA 219 nach Minsk deportiert und vermutlich am 24. Juli 1941, dem Tag der Ankunft, zusammen mit allen im Transport befindlichen Kölner Juden im Wald bei Maly Trostinec erschossen. |
| Stolperstein für Gisela Herz (Alteburger Straße 334) | Hier wohnte Gisela Herz (Jahrgang 1925) Deportiert 1942 Minsk Ermordet in Maly Trostinec                                                      | Alteburger Str. 334 (Standort)                                    | Der am 21. Oktober 2015 verlegte Stolperstein erinnert an Gisela Herz, geboren am 6. Oktober 1925 in Köln. Gisela Herz war die Tochter von Hermann und Ellen Herz (Geb. Leipziger). Gisela Herz besuchte von 1935 bis 1938 die Kaiserin-Augusta-Schule. Die Familie Herz wurde am 20. Juli 1942 mit dem Deportationszug DA219 über Wolkowysk und Baranawitschy nach Minsk (24. Juli 1941) deportiert und vermutlich am gleichen Tag, zusammen mit allen im Transport befindlichen Kölner Juden im Wald bei Maly Trostinec erschossen. Die Verlegung des Stolpersteins initiierte Sarah Streim, eine Schülerin der Kaiserin-Augusta-Schule. Für Gisela Herz wurde ein weiterer Stolperstein an ihrer ehemaligen Schule (Altstadt-Süd) verlegt. |
| Stolperstein für Hermann Herz (Alteburger Straße 334) | Hier wohnte Hermann Herz (Jahrgang 1896) Deportiert 1942 Minsk Für tot erklärt                                                                | Alteburger Str. 334 (Standort)                                    | Der Stolperstein erinnert an Hermann Herz, geboren am 22. Dezember 1896 in Köln. Der Kaufmann Hermann Herz war mit seinem Vater Hugo Herz Eigentümer der Firma Merfeld & Herz, „Fabrik-Großlager und Ausfuhr in Spitzen und Modewaren“. Die Familie Herz bewohnte eine Wohnung in der Alteburger Straße 334, dies war der letzte frei gewählte Wohnort der Familie. 1941/42 musste die Familie in das „Judenhaus“ St.-Apern-Straße 29–31 umziehen. Von dort aus wurde Hermann Herz zusammen mit seiner Frau und Tochter am 20. Juli 1942 mit dem Deportationszug DA 219 nach Minsk deportiert und vermutlich am 24. Juli 1941, dem Tag der Ankunft, zusammen mit allen im Transport befindlichen Kölner Juden im Wald bei Maly Trostinec erschossen. |
| Stolperstein für James J. Marcus Marienthal (Samariter Straße 4) | Hier wohnte James J. Marcus Marienthal (Jahrgang 1874) Deportiert 1943 Theresienstadt Ermordet Januar 1944                                    | Samariterstr. 6 (Verlegestelle: Samariterstr. 4) (Standort)       | Der Stolperstein erinnert an Jacob Marcus James Marienthal, geboren am 27. Juni 1874 in Hamburg. Der verwitwete Mechaniker Jacob Marcus James Marienthal wurde zunächst in das Sammellager Fort V in Müngersdorf verschleppt und von dort aus am 1. August 1943 mit dem Transport III/9 von Köln in das Ghetto Theresienstadt deportiert, wo er am 23. Januar 1944 verstarb. |
| Stolperstein für Alice Marx (Goltsteinstraße 20) | Hier wohnte Alice Marx (Jahrgang 1896) Deportiert 1942 Theresienstadt Tot 3. August 1944                                                      | Goltsteinstr. 20 (Verlegestelle Ecke Schönhauser Str.) (Standort) | Der Stolperstein erinnert an Alice Elise Marx, geboren am 23. Juli 1896 in Solingen. Alice Elise Marx wohnte vor ihrer Internierung im Sammellager Fort V in Müngersdorf in Bayenthal. Sie wurde am 15. Juni 1942 mit dem ersten Kölner Transport III/1 (Nr. 274) ins Ghetto Theresienstadt deportiert., wo sie am 3. August 1944 verstarb. |
| Stolperstein für Frieda Meyer (Bonner Straße 309) | Hier wohnte Frieda Meyer, geb. Hirsch (Jahrgang 1888) Deportiert 1941 Riga Ermordet 1942                                                      | Bonner Str. 309 (Standort)                                        | Der Stolperstein erinnert an Frieda Meyer (geb. Hirsch), geboren am 29. August 1888 in Żnin. Die Familie Meyer besaß eine Farbenfabrik (Buch & Meyer), die in der Bonner Str. 309 ihren Firmensitz hatte. Am 15. August 1942 wurde sie, zusammen mit Gustav Meyer (geb. 10. Juni 1874 in Pinne / Posen) mit dem 18."Osttransport" (Nr. 732) von Berlin nach Riga deportiert und am 18. August ermordet. |
| Stolperstein für Bertha Seckels (Bonner Straße 180) | Hier wohnte Bertha Seckels, geb. Rosenberg (Jahrgang 1904) Deportiert Auschwitz Für tot erklärt                                               | Bonner Str. 180 (Standort)                                        | Der Stolperstein erinnert an Bertha Seckels, geb. Rosenberg, geboren am 7. September 1904 in Geestemünde. Bertha (auch Berta Minna / Mina) Rosenberg war die Ehefrau des in Aurich geborenen Harry Seckels. Nach der Machtergreifung durch die Nationalsozialisten versuchte die Familie zu flüchten. Über mehrere Stationen kam Bertha Seckels nach Monaco. Im August 1942 wurde sie durch Polizisten des Vichy-Regimes verhaftet, aus Frankreich ausgewiesen und in das Sammellager Drancy verbracht. Von hier wurde sie am 5. August 1942 mit dem Transport 17, Zug 901-12 nach Auschwitz deportiert. Nach der Ankunft verliert sich hier ihre Spur. |
| Stolperstein für Harry Seckels (Bonner Straße 180) | Hier wohnte Harry Seckels (Jahrgang 1898) Deportiert Auschwitz Verschollen                                                                    | Bonner Str. 180 (Standort)                                        | Der Stolperstein erinnert an Harry Seckels, geboren am 28. Mai 1898 in Aurich. Die Zwillinge Harry und Richard Seckels wurden als jüngste von neun Kindern von Moses Feibelmann Secksels und seiner Frau Eva Emma, geborene Isenburger in 1898 Aurich geboren. Harry Seckels betrieb in der Bonner Straße eine Autoverschrottung. Nach den Novemberpogromen 1938 flüchtete Harry Seckels nach Belgien. Nach dem Einmarsch der deutschen Truppen wurde er am 10. Mai 1940 in Brüssel verhaftet in das französisch Internierungslager Saint Cyprien verschleppt. Am 28. August 1942 wurde er mit dem Transport 25, Zug 901-20 vom Sammellager Drancy aus nach Auschwitz deportiert. Hier verliert sich seine Spur. Sein Zwillingsbruder Richard wurde am 20. Juli 1942 vom Ghettohaus in der Utrechter Straße nach Minsk deportiert und nach der Ankunft im Vernichtungslager Maly Trostinec ermordet. |
| Bild gesucht Die Wikipedia wünscht sich an dieser Stelle ein Bild vom hier behandelten Ort. Weitere Infos zum Motiv findest du vielleicht auf der Diskussionsseite . Falls du dabei helfen möchtest, erklärt die Anleitung , wie das geht. BW | Hier wohnte Dr. Friedrich 'Fritz' Spies (Jahrgang 1869) Ausgegrenzt / Drangsaliert Flucht in den Tod Aufgefunden 21.10.1944                   | Koblenzer Straße/Ecke Schönhauser Straße (Standort)               | Der Stolpersteine erinnern an Ida Spies, geboren 1872, und Dr. Friedrich Spies, geboren 1869. Friedrich „Fritz“ Hermann Spies wurde 1869 als einziger Sohn von Jakob und Dorothea Spies im Kreis Siegen geboren. Nach seinem Studium der Zahnmedizin lebte er einige Jahre in Süddeutschland. 1903 heiratete er die 1872 in Würzburg geborene Ida Nora Mayer. 1910 ließ sich das kinderlose Ehepaar in Köln nieder, wo Friedrich Spies in den folgenden Jahren an wechselnden Adressen als Zahnarzt praktizierte. 1928 eröffnete er eine neue Praxis in der Koblenzer Straße 80, wo er auch bis zu seinem Tod lebte.´Obwohl Ida Spies aus einer jüdischen Familie stammte, war sie nach der Machtübernahme der Nationalsozialisten durch ihren evangelischen Ehemann zunächst weitestgehend vor der antisemitischen Verfolgung durch das NS-Regime geschützt. Im September 1944 erhielt Ida Spies jedoch, wie alle Ehepartner aus jüdisch-nicht-jüdischen Ehen und deren Kinder, den Befehl, sich im Deportationslager Köln-Müngersdorf einzufinden. Von dort wurde sie am 1. Oktober 1944 in die Kleine Festung Theresienstadt deportiert. Wenige Tage später erhielt Friedrich Spieß die amtliche (falsche) Mitteilung, dass seine Frau nicht mehr lebe. Er nahm sich Mitte Oktober in seiner Wohnung in der Koblenzer Straße 80 das Leben, indem er sich erhängte. Er wurde am 27. Oktober 1944 auf dem Südfriedhof in Köln-Zollstock in kleinstem Kreis beerdigt. Ida Mayer überlebte die Haftzeit in Theresienstadt, kehrte im Sommer 1945 nach Köln zurück und erfuhr dort vom Suizid ihres Mannes. Sie lebte fortan zurückgezogen in ihrer alten Wohnung in der Koblenzer Straße 80. Dort starb sie im Oktober 1950. Ihre Urne wurde ebenfalls auf dem Südfriedhof beigesetzt. Das Ehepaar Spies war kinderlos. Die Verlegung der Stolpersteine erfolgte am 16. Juni 2025.     |
| Bild gesucht Die Wikipedia wünscht sich an dieser Stelle ein Bild vom hier behandelten Ort. Weitere Infos zum Motiv findest du vielleicht auf der Diskussionsseite . Falls du dabei helfen möchtest, erklärt die Anleitung , wie das geht. BW | Hier wohnte Ida Spies, geb. Mayer (Jahrgang 1872) Interniert Lager Müngersdorf Deportiert 1944 Theresienstadt Befreit                         | Koblenzer Straße/Ecke Schönhauser Straße (Standort)               | Der Stolpersteine erinnern an Ida Spies, geboren 1872, und Dr. Friedrich Spies, geboren 1869. Friedrich „Fritz“ Hermann Spies wurde 1869 als einziger Sohn von Jakob und Dorothea Spies im Kreis Siegen geboren. Nach seinem Studium der Zahnmedizin lebte er einige Jahre in Süddeutschland. 1903 heiratete er die 1872 in Würzburg geborene Ida Nora Mayer. 1910 ließ sich das kinderlose Ehepaar in Köln nieder, wo Friedrich Spies in den folgenden Jahren an wechselnden Adressen als Zahnarzt praktizierte. 1928 eröffnete er eine neue Praxis in der Koblenzer Straße 80, wo er auch bis zu seinem Tod lebte.´Obwohl Ida Spies aus einer jüdischen Familie stammte, war sie nach der Machtübernahme der Nationalsozialisten durch ihren evangelischen Ehemann zunächst weitestgehend vor der antisemitischen Verfolgung durch das NS-Regime geschützt. Im September 1944 erhielt Ida Spies jedoch, wie alle Ehepartner aus jüdisch-nicht-jüdischen Ehen und deren Kinder, den Befehl, sich im Deportationslager Köln-Müngersdorf einzufinden. Von dort wurde sie am 1. Oktober 1944 in die Kleine Festung Theresienstadt deportiert. Wenige Tage später erhielt Friedrich Spieß die amtliche (falsche) Mitteilung, dass seine Frau nicht mehr lebe. Er nahm sich Mitte Oktober in seiner Wohnung in der Koblenzer Straße 80 das Leben, indem er sich erhängte. Er wurde am 27. Oktober 1944 auf dem Südfriedhof in Köln-Zollstock in kleinstem Kreis beerdigt. Ida Mayer überlebte die Haftzeit in Theresienstadt, kehrte im Sommer 1945 nach Köln zurück und erfuhr dort vom Suizid ihres Mannes. Sie lebte fortan zurückgezogen in ihrer alten Wohnung in der Koblenzer Straße 80. Dort starb sie im Oktober 1950. Ihre Urne wurde ebenfalls auf dem Südfriedhof beigesetzt. Das Ehepaar Spies war kinderlos. Die Verlegung der Stolpersteine erfolgte am 16. Juni 2025.     |

## Quelle
- NS-Dokumentationszentrum - Stolpersteine | Erinnerungsmale für die Opfer des Nationalsozialismus (Stadtteilliste Bayenthal)